# Crkva sv. Kasijana u Sukošanu
Sukošanska župna crkva sv. Kasijana spominje se prvi put u pisanim dokumentima 1396., no sigurno je mnogo starijeg postojanja, iz 9. ili 10. stoljeća, na što upućuju ulomci skulpture predromaničkog stila. Današnji izgled dobila je 1642. kako se može pročitati nad sjeverozapadnim ulaznim vratima, nad kojima se nalazi reprezentativni zabat oltarne pregrade – najreprezantivniji u našoj srednjovjekovnoj umjetnosti – nastao valjda u sredini 11. stoljeća ili nešto ranije. Crkva je posvećena 1674., za župnika don Šime Veleslavića, domorodca i glagoljaša, kako svjedoči svečani glagoljski natpis u sakristiji.
Crkva je jednobrodna sa svetištem i sakristijom; pet mramornih oltara: glavni sa svetohraništem i palom na kojoj su prikazani Bogorodica sa sv. Kasijanom, sv. Jerolimom i sv. Šimom, a na bočnim stranama oltara mramorni kipovi sv. Kasijana i sv. Jerolima, rad Leona Botinellija; po strani oltara, iznad sakristijskih vrata niše s drvenim kipovima sv. Kasijana i sv. Josipa; oltar sv. Petra i Pavla s palom dotičnih svetaca; oltar sv. Ćirila i Metoda s palom; Srca Isusova s drvenim kipom; Gospe Lurdske s drvenim kipom; drveni kipovi sv. Ante i sv. Nikole. U crkvi su još dvije kamene škropionice ugrađene kraj pobočnih vrata i velika samostojna kraj glavnih vratiju, te kamena krstionica. U svetištu je i kameni oltar prema puku i kameni ambon.
Zvonik je podignut između 1906. i 1910., a dograđen 1970. Ima tri zvona.